# 𐤂
La gaml o gimel (𐤂‏‏‏) es la tercera letra del alfabeto fenicio. Representaba el sonido oclusivo velar y sonoro transliterado como /g/. De esta letra derivan la gāmal siríaca (ܓ), la guímel hebrea (ג), la ǧīm árabe (ج), la gamma griega (Γ), la C y la G latinas y la Г cirílica.

## Historia
La forma protocanaea parece haber sido denominada a partir de una arma, ya sea ésta una honda o un palo arrojadizo (¿búmeran?) derivando en última instancia del jeroglífico de palo arrojadizo. Se cree que del sistema protocananeo al fenicio se modificó el nombre, que vendría entonces a representar un «camello». Es posible que se utilizara en numeración para representar el valor 3, aunque este uso sólo está atestiguado en unas monedas alejandrinas de Sidón.
| egipcio | protosinaítico | fenicio |
| ------- | -------------- | ------- |
| 𓌙       |                | 𐤂       |

### Correspondencia egipcia
Cuando este jeroglífico es un fonograma se pronuncia como /g/. En cambio cuando es un ideograma, representa jarra o soporte. Véase Lista de Gardiner (W) vasijas de piedra y cerámica, número W11.
| W11 |

| W11 |

### Evolución
| Fenicio | Púnico | Arameo   | Arameo  | Arameo | Arameo    |
| Fenicio | Púnico | Imperial | Nabateo | Hatreo | Palmireno |
| ------- | ------ | -------- | ------- | ------ | --------- |
|         |        |          |         |        |           |

## Descendientes

### Alfabeto árabe
En árabe esta letra se llama جيم ['d͡ʒiːm] (gīm) y pasa de ser la tercera letra del orden abjadí a la quinta en el orden habitual, en el que tāʾ (ت) y ṯāʾ (ﺙ) le anteceden. Es una letra lunar. 
| Posición | Aislada | Final | Media | Inicial |
| -------- | ------- | ----- | ----- | ------- |
| Forma:   | ج       | ـج    | ـجـ   | جـ      |

Es célebre como es una de las letras cuyo sonido varía más según el dialecto del árabe. 
Puede representar, el sonido consonántico /dʒ/, /ʒ/ (en el levante mediterráneo y algunas partes del norte de África) o bien /g/ (en egipcio y yemení meridional) y /ʒ/ en el árabe magrebí.

### Alfabeto hebreo
En el alfabeto hebreo guímel (ג) ocupa también la posición 3ª y en hebreo moderno representa el sonido /ɡ/, nunca /ɣ/.

### Alfabeto siríaco
| Madnḫaya | Serṭo | Esṭrangela | Unicode |
| -------- | ----- | ---------- | ------- |
|          |       |            | ܓ       |
| Gamal    | Gomal | Gamal      | Gāmal   |

En alfabeto siríaco, la tercera letra es ܓ (en siríaco clásico: ܓܵܡܵܠ - gāmal). El valor numérico de la gāmal es 3. Proviene, por vía del alfabeto arameo de la lletra fenicia gaml.

### Fonética
| Al principio de la palabra | Al final o en medio de la palabra |
| -------------------------- | --------------------------------- |
| G                          | Ɣ                                 |

Es una de las seis letras que representan dos sonidos asociados (las otras letres son Bet, Dálet, Kaf, Pe y Taw. Cuando la gāmal está en principio de la palabra, o cuando está en medio de la palabra pero después de una consonante, se pronuncia como /g/. En cambio en cuando está en medio o al final de la palabra, o va después de una vocal se pronuncia como /ɣ/.
Cuando esta letra tiene una virgulilla, se llama Jamal/Jomal (ܓ̰ܡܵܠ). Esta modificación de la letra, se usa para representar el fonema /d͡ʒ/. Se usa en escritura garshuni i algunas lenguas neoarameas para escribir palabras provenientes del árabe o persa.

## En otros alfabetos
| Arameo   | Siríaco | Samaritano | Ugarítico | Fenicio |
| -------- | ------- | ---------- | --------- | ------- |
| 𐡂        | ܓ       | ࠂ          | 𐎂         | 𐤂       |
| Yemenita | Etíope  | Árabe      | Hebreo    |         |
| 𐩴        | ገ       | ج          | ג         |         |